# Импука
Импука (Касигмоваям) — река в России, на северо-востоке полуострова Камчатка.
Длина реки — 37 км. Протекает по территории Олюторского района Камчатского края. Впадает в Олюторский залив.
Корякское название реки Гимпын, в переводе — «приткнувшаяся».

## Данные водного реестра
По данным государственного водного реестра России относится к Анадыро-Колымскому бассейновому округу.
Код объекта в государственном водном реестре — 19060000212120000006011.